# Capacete Modèle 1978

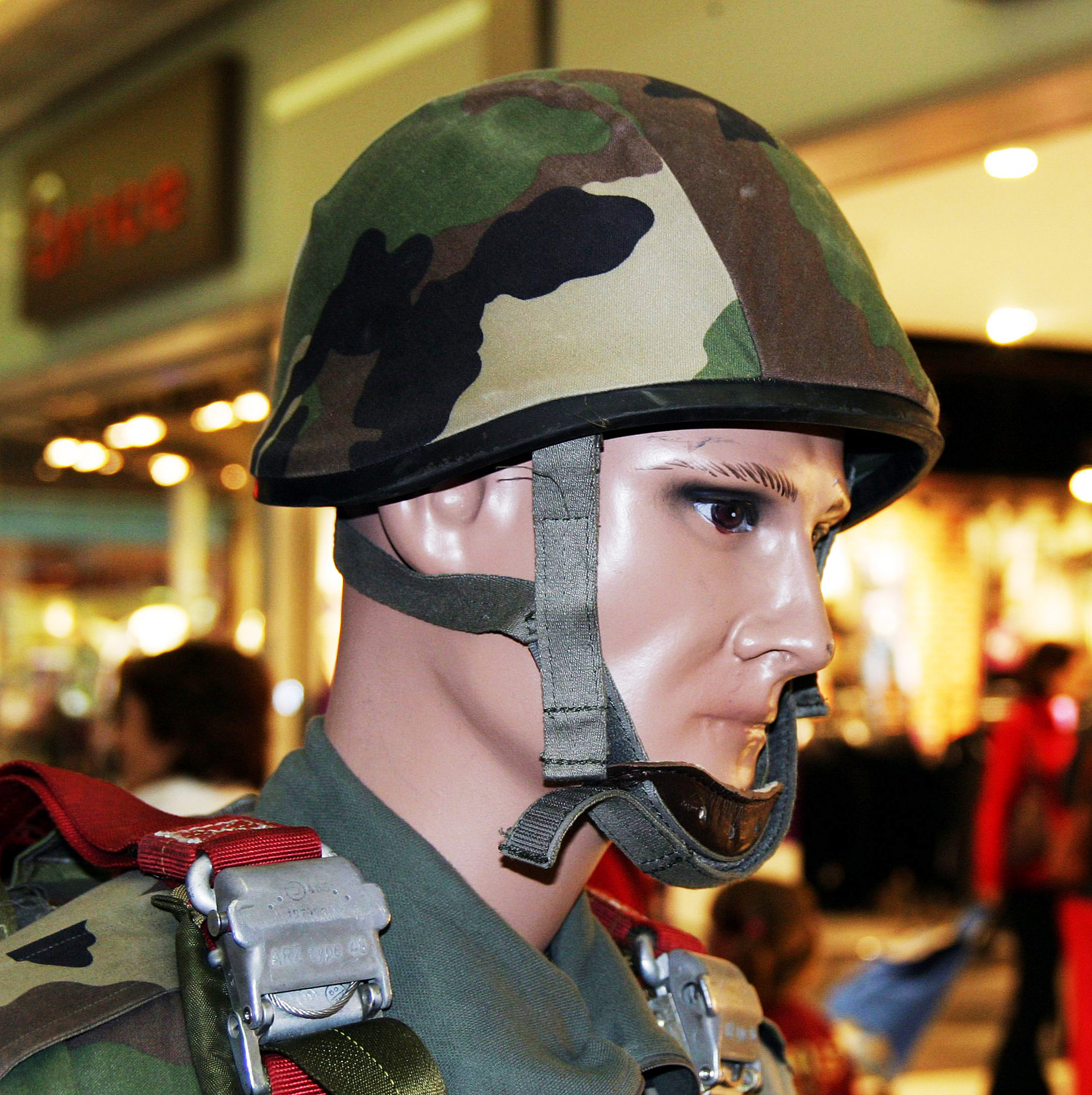
Uniforme de um paraquedista das troupes de marine

O Modèle 1978 é um capacete militar moderno de aço usado pelo Exército Francês sob a designação F1 e comumente chamado de "capacete pesado" (outros apelidos incluem "capacete de pele de locomotiva"). Ele substituiu o capacete Modèle 1951. Era o capacete padrão tanto para o Exército quanto para a Gendarmaria Móvel. Em 1992, o capacete SPECTRA começou a substituir o Modèle 1978. O capacete SPECTRA é feito de fibra Spectra, o que torna o Modèle 1978 o último capacete francês feito de aço.

## Projeto e produção
O Modelo 1978 é um capacete de uma só peça, feito de aço amagnético de 1,2 mm e pesando 1,2 kg. Geralmente, era pintado com tinta verde-oliva da OTAN, com propriedades de isolamento infravermelho para reduzir a assinatura térmica do usuário. Era fabricado pela empresa Dunois, em Cousance, e pela GIAT, em Rennes. Em 1983, cerca de 300.000 capacetes estavam em serviço, com um total planejado de 700.000.

## História
As pesquisas sobre o capacete Modèle 1978 começaram por volta de 1973. Ao contrário do capacete Modèle 1951, o novo modelo era um capacete pesado de peça única, em vez de consistir em um forro leve sob um capacete de metal mais resistente. Os protótipos foram testados no 1º Regimento de Caçadores Paraquedistas, no 75º Regimento de Infantaria e no 13º Batalhão de Caçadores Alpinos.
Em 5 de junho de 1978, o Exército Francês adotou os protótipos do capacete A4 e da jugular A5 como o capacete Modèle 1978. O uso por paraquedistas, em particular, resultou em melhorias na jugular para evitar acidentes. A variante modificada entrou em serviço em 1982 como o capacete F1 série 2. O capacete pode ser equipado com uma capa de camuflagem plástica.
O capacete Modèle 1978 teve seu batismo de fogo com a Força Multinacional no Líbano em 1982.

## Operadores
- França
- Líbano
- Marrocos